# Dysdiadochokinese
Dysdiadochokinese is een term uit de neurologie voor het onvermogen tot het maken van snelle, tegengestelde bewegingen.
Voor deze snelle bewegingen is fijne motoriek nodig. Vaak wordt de patiënt gevraagd om snel achter elkaar te proneren en supineren, een beweging van de hand alsof de patiënt een glas leegdrinkt. Dit onvermogen kan een uiting zijn van een stoornis in de kleine hersenen (cerebellum).
Dysdiadochokinese is het tegengestelde van diadochokinese, het vermogen om achter elkaar antagonistische bewegingen te maken, waarbij afwisselend een ledemaat in tegenovergestelde posities wordt gebracht, zoals flexie en extensie (buigen en strekken) of proneren en supineren. In de logopedie speelt diadochokinese een rol bij het stoppen van een bepaalde motorische impuls en te vervangen door een tegengestelde beweging. De relatieve timing wordt ook alternatieve bewegingssnelheid (AMR) of sequentiële motorsnelheid (SMR) genoemd.